# Chris Fridfinnson
Kristmundur N. (Chris) Fridfinnson  (Baldur (Manitoba), 14 juni 1898 - Selkirk (Manitoba), 10 november 1938) was een Canadese ijshockeyspeler. Fridfinnson vertegenwoordigde tijdens de Olympische Zomerspelen 1920 in Antwerpen zijn land Canada. Samen met zijn ploeggenoten won Fridfinnson de gouden medaille.